# Březová (Zlín)
Březová é uma comuna checa localizada na região de Zlín, distrito de Zlín.